# Tel H̱éfer
Tel H̱éfer (hebreiska: תל חפר) är en höjd i Israel.   Den ligger i distriktet Centrala distriktet, i den norra delen av landet. Toppen på Tel H̱éfer är 17 meter över havet.
Terrängen runt Tel H̱éfer är platt. Havet är nära Tel H̱éfer västerut. Runt Tel H̱éfer är det tätbefolkat, med 762 invånare per kvadratkilometer. Närmaste större samhälle är Netanya, 6,2 km sydväst om Tel H̱éfer. Trakten runt Tel H̱éfer består till största delen av jordbruksmark.